# لیگ برتر فوتبال ارمنستان ۱۶–۲۰۱۵
لیگ برتر فوتبال ارمنستان ۱۶–۲۰۱۵ (انگلیسی: 2015–16 Armenian Premier League) بیست و چهارمین فصل از زمان تأسیس آن بود.

## تیم‌ها
هشت تیم از رقابت ۱۵–۲۰۱۴ همه در این سال به رقابت خواهند پرداخت.
| باشگاه        | موقعیت                         | ورزشگاه                        | گنجایش |
| ------------- | ------------------------------ | ------------------------------ | ------ |
| آلاشکرت       | ایروان (ناحیه شنگاویت)         | ورزشگاه آلاشکرت                | ۶٬۸۵۰  |
| آرارات ایروان | ایروان (ناحیه کنترون)          | ورزشگاه جمهوریت وازگن سارگسیان | ۱۴٬۴۰۳ |
| بانانتس       | ایروان (ناحیه مالاتیا سباستیا) | ورزشگاه بانانتس                | ۴٬۸۶۰  |
| گاندزاسار     | کاپان                          | ورزشگاه گاندزاسار              | ۳٬۵۰۰  |
| میکا          | ایروان (ناحیه شنگاویت)         | ورزشگاه میکا                   | ۷٬۲۵۰  |
| پیونیک        | ایروان (ناحیه آوان)            | ورزشگاه آکادمی فوتبال ایروان   | ۱٬۴۲۸  |
| شیراک         | گیومری                         | ورزشگاه شهر گیومری             | ۲٬۸۴۴  |
| اولیس         | ایروان (ناحیه کنترون)          | ورزشگاه جمهوریت وازگن سارگسیان | ۱۴٬۴۰۳ |

### Personnel and sponsorship
| تیم           | رئیس | سرمربی            | کاپیتان           | Kit manufacturer | اسپانر پیراهن       |
| ------------- | --- | ----------------- | ----------------- | ---------------- | ------------------- |
| آلاشکرت       | باگرات ناوویان | آبراهام خاشمانیان | واهاگن میناسیان   | جوما             | باگراتور            |
| آرارات ایروان | هراچ گابریلیان | واروژان سوکیاسیان | گوریک خاچاتریان   | آدیداس           |                     |
| بانانتس       | کارلن مکرتچیان | en:Tito Ramallo   | استپان قازاریان   | آمبرو            |                     |
| گاندزاسار     | واهه هاکوبیان | آشوت بارسقیان     | آلکساندر پتروسیان | آدیداس           | ZCMC                |
| میکا          | کارلوس قازاریان (تا سپتامبر ۲۰۱۵) آرمن پتیکیان(سپتامبر - اکتبر ۲۰۱۵) خورن هوهانیسیان (نوامبر ۲۰۱۵ - مه ۲۰۱۶) آرمن پتیکیان (مه ۲۰۱۶) | آرمن شاهگلدیان    | آرسن بگلاریان     | پوما اس‌ای        |                     |
| پیونیک        | رافیک هایراپتیان | سارگیس هووسپیان   | تارون ووسکانیان   | نایکی            | بانک توسعه ارمنستان |
| شیراک         | آرمان ساهاکیان | وارطان بیچاخچیان  | کارن آلکسانینان   | آدیداس           | بانک آنلیک          |
| اولیس         | گنریخ قازانچیان | گاگیک سیمونیان    | آرمن تیگرانیان    | آدیداس           |                     |

### تغییرات مربیان
| تیم     | Outgoing manager | Manner of departure | Date of vacancy | موقعیت در جدول | Incoming manager         | تاریخ گزینش    |
| ------- | ---------------- | ------------------- | --------------- | -------------- | ------------------------ | -------------- |
| بانانتس | Zsolt Hornyák    | پایان قرارداد       | ۳۰ ژوئن ۲۰۱۵    | پیش از فصل     | آرام ووسکانیان           | ۱ ژوئیه ۲۰۱۵   |
| میکا    | آرام ووسکانیان   | پایان قرارداد       | ۳۰ ژوئن ۲۰۱۵    | پیش از فصل     | آرمن آدامیان             | ۱ ژوئیه ۲۰۱۵   |
| اولیسس  | Suren Chakhalyan | Mutual consent      | ۱ سپتامبر ۲۰۱۵  | 8ام            | گاگیک سیمونیان (interim) | ۱ سپتامبر ۲۰۱۵ |
| بانانتس | آرام ووسکانیان   | Mutual consent      | ۱۱ اکتبر ۲۰۱۵   | 7ام            | Tito Ramallo             | ۱۲ اکتبر ۲۰۱۵  |
| میکا    | آرمن آدامیان     | Mutual consent      | ۱۸ ژانویه ۲۰۱۶  | 6ام            | Sergei Yuran             | ۱۹ ژانویه ۲۰۱۶ |
| میکا    | Sergei Yuran     | Mutual consent      | ۴ مه ۲۰۱۶       | 7ام            | آرمن شاهگلدیان           | ۵ مه ۲۰۱۶      |

## جدول لیگ
| رتبه | تیم                         | بازی | برد | مساوی | باخت | گل زده | گل خورده | گل تفاضل | امتیاز | صعود یا سقوط                                          |
| ---- | --------------------------- | ---- | --- | ----- | ---- | ------ | -------- | -------- | ------ | ----------------------------------------------------- |
| ۱    | آلاشکرت (C)                 | ۲۸   | ۱۶  | ۷     | ۵    | ۵۰     | ۲۴       | ۲۶+      | ۵۵     | Qualification to لیگ قهرمانان اروپا ۱۷–۲۰۱۶           |
| ۲    | شیراک                       | ۲۸   | ۱۵  | ۷     | ۶    | ۴۱     | ۲۷       | ۱۴+      | ۵۲     | Qualification to Europa League first qualifying round |
| ۳    | باشگاه فوتبال پیونیک        | ۲۸   | ۱۳  | ۹     | ۶    | ۴۴     | ۲۱       | ۲۳+      | ۴۸     | Qualification to Europa League first qualifying round |
| ۴    | گاندزاسار                   | ۲۸   | ۱۱  | ۱۲    | ۵    | ۳۵     | ۲۷       | ۸+       | ۴۵     |                                                       |
| ۵    | باشگاه فوتبال آرارات ایروان | ۲۸   | ۹   | ۱۰    | ۹    | ۲۸     | ۳۱       | ۳−       | ۳۷     |                                                       |
| ۶    | بانانتس                     | ۲۸   | ۷   | ۱۲    | ۹    | ۳۶     | ۳۴       | ۲+       | ۳۳     | Qualification to Europa League first qualifying round |
| ۷    | میکا                        | ۲۸   | ۹   | ۵     | ۱۴   | ۳۰     | ۳۲       | ۲−       | ۳۲     |                                                       |
| ۸    | اولیس (D)                   | ۲۸   | ۰   | ۲     | ۲۶   | ۸      | ۷۶       | ۶۸−      | ۲      | Expelled                                              |

1. ↑  بانانتس qualified for the Europa League first qualifying round by winning the 2015–16 Armenian Cup.
2. ↑  In February 2016, اولیس were expelled from the league after their licence was revoked due to both financial and non-financial shortcomings. Since more than half of the matches had been played at the time, the matches scheduled to take place after the licence was revoked were decided as 3–0 losses.[۱][۲]

## نتایج
| میزبان ╲ میهمان | ALA | ARA | BAN | GAN | MIK | PYU | SHI | ULI |
| آلاشکرت         |     | ۱–۱ | ۳–۰ | ۰–۰ | ۲–۰ | ۱–۴ | ۲–۰ | ۴–۰ |
| آرارات ایروان   | ۱–۲ |     | ۰–۰ | ۲–۲ | ۲–۱ | ۱–۱ | ۰–۲ | ۲–۰ |
| بانانتس         | ۲–۲ | ۳–۰ |     | ۱–۱ | ۱–۱ | ۰–۱ | ۱–۱ | ۵–۱ |
| گاندزاسار       | ۲–۲ | ۱–۰ | ۱–۱ |     | ۲–۱ | ۱–۱ | ۱–۱ | ۳–۰ |
| میکا            | ۰–۱ | ۰–۱ | ۱–۰ | ۲–۳ |     | ۱–۰ | ۰–۱ | ۱–۰ |
| پیونیک          | ۱–۲ | ۰–۱ | ۵–۱ | ۴–۰ | ۲–۱ |     | ۳–۰ | ۲–۰ |
| شیراک           | ۱–۲ | ۰–۱ | ۱–۱ | ۲–۱ | ۲–۰ | ۰–۲ |     | ۳–۲ |
| اولیسس          | ۰–۳ | ۱–۲ | ۲–۲ | ۰–۰ | ۰–۲ | ۱–۴ | ۰–۱ |     |

| میزبان ╲ میهمان | ALA | ARA | BAN | GAN | MIK | PYU | SHI | ULI |
| آلاشکرت         |     | ۰–۱ | ۲–۱ | ۳–۰ | ۲–۱ | ۳–۰ | ۲–۳ | ۳–۰ |
| آرارات ایروان   | ۰–۰ |     | ۱–۲ | ۰–۲ | ۰–۴ | ۱–۲ | ۱–۱ | ۳–۰ |
| بانانتس         | ۲–۰ | ۲–۲ |     | ۰–۰ | ۱–۱ | ۱–۱ | ۰–۱ | ۳–۰ |
| گاندزاسار       | ۲–۲ | ۰–۰ | ۲–۱ |     | ۳–۱ | ۱–۰ | ۰–۰ | ۳–۰ |
| میکا            | ۰–۲ | ۱–۱ | ۰–۰ | ۲–۰ |     | ۰–۰ | ۱–۴ | ۳–۰ |
| پیونیک          | ۰–۰ | ۰–۰ | ۱–۲ | ۰–۰ | ۲–۱ |     | ۱–۱ | ۳–۰ |
| شیراک           | ۲–۱ | ۲–۱ | ۳–۱ | ۲–۱ | ۰–۱ | ۱–۱ |     | ۳–۰ |
| اولیسس          | ۰–۳ | ۰–۳ | ۰–۳ | ۰–۳ | ۰–۳ | ۰–۳ | ۰–۳ |     |

## گلزنان برتر
| رتبه | بازیکن               | تیم           | گل‌ها |
| ---- | -------------------- | ------------- | ---- |
| ۱    | Héber                | آلاشکرت       | ۱۶   |
| ۱    | Mihran Manasyan      | آلاشکرت       | ۱۶   |
| ۳    | Laercio              | بانانتس       | ۱۰   |
| ۴    | Vardan Poghosyan     | پیونیک        | ۹    |
| ۵    | Vardges Satumyan     | پیونیک        | ۷    |
| ۶    | Gevorg Nranyan       | آرارات ایروان | ۶    |
| ۶    | Atsamaz Buraev       | گاندزاسار     | ۶    |
| ۶    | Konan Odilon Kouakou | شیراک         | ۶    |